# باشگاه فوتبال فاگیانو اوکایاما
باشگاه فوتبال فاگیانو اوکایاما ژاپنی: ファジアーノ岡山 باشگاه فوتبالی در شهر استان اوکایاما، ژاپن است که در جی‌لیگ ۲ بازی می‌کند. این باشگاه در سال ۲۰۰۴ میلادی پایه‌گذاری شده است.